# Капішова
Капішова (словац. Kapišová) — село в Словаччині, Свидницькому окрузі Пряшівського краю.
Уперше згадується у 1548 році.

## Географія
Розташоване в північно-східній частині Словаччини, в Низьких Бескидах у долині Капішовки. Протікає річка Свидничанка.

## Пам'ятки
У селі є парафіяльна греко-католицька церква Різдва Пресвятої Богородиці з 1892 року в стилі пізнього бароко. Перебудована у 1988 році. З 1963 року національна культурна пам'ятка.

## Населення
| Рік:            | 1994. | 2004.    | 2014.    | 2024.   |
| --------------- | ----- | -------- | -------- | ------- |
| Кількість осіб: | 342   | 377      | 424      | 457     |
| Різниця:        |       | +10,23 % | +12,46 % | +7,78 % |

| Рік:            | 2023. | 2024.   |
| --------------- | ----- | ------- |
| Кількість осіб: | 461   | 457     |
| Різниця:        |       | -0,86 % |

В селі проживає 357 осіб.
Національний склад населення (за даними останнього перепису населення — 2001 року):
- словаки — 83,99 %
- цигани — 9,97 %
- русини — 4,20 %
- українці — 0,79 %
- чехи — 0,79 %

Склад населення за приналежністю до релігії станом на 2001 рік:
- греко-католики — 86,88 %,
- римо-католики — 7,87 %,
- православні — 3,41 %,
- не вважають себе віруючими або не належать до жодної вищезгаданої церкви- 1,31 %